# Novodvinsk
Novodvinsk (en ruso: Новодвинск) es una ciudad de Rusia perteneciente al óblast de Arcángel. Está situada a 20 kilómetros al sur de Arcángel. Su población en el año 2024 era de 32.600 habitantes.

## Historia

Novodvinsk en un mapa del Dviná Septentrional

Novodvinsk se fundó en 1936 con el nombre de Vorochilovski, para las necesidades de una fábrica de pasta y papel. En 1941, recibió el estatuto de localidad de tipo urbano. En 1957, fue renombrada como Pervomaiski y recibió el estatuto de ciudad en 1977 con el nombre de Novodvinsk.

## Evolución Demográfica
| 16,300                     | 47,800 | 50,183 | 43,383 | 42,300 |
| (Fuente: [cita requerida]) |        |        |        |        |

## Personalidades
- Serguéi Býkov (n. 1983), jugador de baloncesto ruso.